# 제42회 미국 작가 조합상
제42회 미국 작가 조합상은 1989년 뛰어난 활동을 보인 영화 작가를 기리기 위해 1990년 3월에 열린 시상식이다. [서부]LA, 비벌리 힐튼 호텔/[동부]뉴욕, 윈도우즈온더월드에서 개최되었다.

## 수상 및 후보

### 각본상
- 범죄와 비행 - 우디 앨런 수상

### 각색상
- 드라이빙 미스 데이지 - 알프레드 어리 수상

### 월계수상
- 도널드 오그던 스튜어트 수상

### 발렌타인 데이비스 상
- John Furia 수상

### 모건 콕스 상
- 오스카 사울 수상

### 파울 셀빈 명예상
- 알리슨 크로스 수상